# Ludvík Švihovský z Rýzmburku
Ludvík Švihovský z Rýzmberka (asi 1565 – 14. června 1587) byl 45. probošt litoměřické kapituly v letech 1586–1587.

## Původ
Necelých sedm týdnů po smrti 44. probošta litoměřické kapituly Pistoria byl novým litoměřickým proboštem jmenován Ludvík Švihovský z Rýzmburku, který pocházel ze staré české rodiny, doložené již od konce 12. století (1193). Jeho otec Ferdinand držel panství Dobříš, krátce i Višňovou, kterou podstoupil roku 1571 králi a obdržel zrušený Sázavský klášter. Měl postupně dvě manželky, Anežku Žateckou z Vejkršdorfu a po ní Alžbětu z Malovic. Byl hejtmanem kouřimského kraje a zemřel roku 1595. Měl čtyři syny – Děpolda, Bedřicha, Václava (zemřel 1608), který se stal jezuitou, a Ludvíka, který byl proboštem litoměřickým.

## Studium a funkce probošta
Ludvík Švihovský z Rýzmberka studoval filozofii nejdříve v pražské jezuitské koleji, kde byl jeho starší bratr Václav. Ludvík pokračoval ve studiu teologie u jezuitů v Dillingen. Tamní jezuitská kolej byla povýšena na univerzitu. Po dokončení studia teologie obdržel Ludvík tonzuru, nižší svěcení a subdiakonát. Vzhledem k dobrým zprávám o Ludvíkovi jej císař Rudolf II. jmenoval 6. září 1586 litoměřickým proboštem, i když mu ještě nebylo plných 22 let. Císař připojil ke jmenovacímu dekretu, že nový probošt dá 400 tolarů císařskému dvoru, jak tomu bylo za předchozího probošta Pistoria. Tento obnos byl určen k vyznamenání člena proslulé rudolfínské renesanční kapely Filipa de Monte. Slavnostní instalace Ludvíka Švihovského se po potvrzení jmenování arcibiskupem pražským uskutečnila až za rok, 14. června 1587, ještě jen jako subdiakona – bez kněžského svěcení. Po instalaci dvaadvacetiletého probošta a kapitulního děkana Drogera vyzvali oba poddané proboštství a kapituly, aby složili příslušnou přísahu věrnosti. Nového probošta se zřejmě na podnět některých členů kapituly dotklo, že poddaní patřící proboštovi měli složit věrnostní přísahu také kapitulnímu děkanovi, což bylo v rozporu se statuty. Brzy došel císařský mandát, že proboštští poddaní nejsou povinni přísahu věrnosti složit kapitulnímu děkanovi. Týkalo se to především poddaných v předměstích Rybáře a Zásada.

## Záhadná smrt
Nový mladý probošt však náhle 14. června 1587 zemřel. Tato překvapivá náhlá smrt dala podnět k rozšíření zvěsti, že mladičký probošt byl otráven. Tuto zvěst nejbližší proboštovi příbuzní tajně potvrzovali. Jeho náhlou smrtí byl překvapen i arcibiskup Martin Medek z Mohelnice (1581–1590). Proto písemně vyzval 17. června 1587 kapitulního děkana Drogera, aby co nejdříve přijel do Prahy a podal bližší vysvětlení, a pokud by byl nemocen, aby místo něj přijel kanovník Mgr. Jan Horák.